# Буше, Жерар
Жера́р Буше́ (фр. Gérard Buscher; родился 5 ноября 1960 года в Алжире) — французский футболист и тренер.

## Биография
В качестве футболиста выступал за ряд команд Лиги 1 и вызывался в олимпийскую сборную Франции. 19 августа 1986 года Буше дебютировал за главную национальную команду страны в товарищеском матче против Швейцарии (0:2): в нём форвард отыграл 68 минут. Всего за «трёхцветных» провёл два поединка.
После завершения карьеры перешёл на работу в систему родной «Ниццы». Возглавлял её молодёжную и вторую команду. В апреле 2005 года после увольнения немецкого специалиста Гернота Рора до конца сезона являлся главным тренером основы «орлят». Затем Буше долгое время работал с различными клубами из Туниса. В 2021 году исполнял обязанности главного тренера сборной Мавритании.

## Достижения

### Футболиста
- Финалист Кубка Франции (1): 1977/78.
- Победитель Чемпионата Франции (Лига 2) (1): 1993/94.

### Тренера
- Финалист Кубка Туниса (1): 2013.

## Семья
Сын Буше Микаэль (род. 1987) также стал футболистом. Он играл во многих командах, которыми руководил отец. Выступал за юниорские сборные Франции.